# عصمت سيفيتش
عصمت سيفيتش مواليد 9 يوليو 1993 في البوسنة والهرسك، جمهورية البوسنة والهرسك، هو لاعب كرة سلة بوسني. بدأ مسيرته الاحترافية في سنة 2012. يلعب في الدوري المجري لكرة السلة كلاعب وسط. يبلغ طوله 6 قدم 10 بوصة (2.1 م).

## روابط خارجية
- عصمت سيفيتش على موقع الاتحاد الدولي لكرة السلة (الإنجليزية)
- عصمت سيفيتش على موقع كرة السلة الأوروبية.كوم (الإنجليزية)
- عصمت سيفيتش على موقع ريلجم (الإنجليزية)
- عصمت سيفيتش على موقع بروبوليرز (الإنجليزية)